# Лампедуза
Лампедуза је италијанско острво у средњем делу Средоземног мора између Малте и Туниса од којег је удаљено 113 km. Припада групи Пелагијских острва и обухвата 20,2 km² са око 6.300 становника.

## Историја
У античко доба познато је као Лопадуса (помиње га Страбон). У Другом светском рату Лампадуза је била значајно војно упориште а од 2000. острво је постало главни улазни пункт за афричке мигранте у Европу.

## Географија
Острво је грађено од кречњака, а једино насеље на острву је лука Ил Порто.

## Привреда
Становници се баве земљорадњом (винова лоза, маслине и агруми) и риболов. Аеродром Лампедуза је изграђен 1968. године, што је отворило врата многобројним посетиоцима и од тада је туризам најзначајни извор прихода на острву.